# Що роблять з дзеркалами
Що роблять з дзеркалами (англ. They Do It With Mirrors) — детективне оповідання Роберта Гайнлайна. Опубліковане журналом «Popular Detective» в травні 1947.
Включена до збірки «Нові світи Роберта Гайнлайна» (1980).

## Сюжет
Едісон Хіл, що заробляв літературним негром, прийшов у бар відпочити. Власник бару розповів, що тепер в них є ще й шоу: двоє дівчат за скляною вітриною на другому поверсі показують еротичні номери. Після першого номера, дівчата спустились в бар і Едісон мав змогу з ними познайомитись.
Перед другим номером дівчата повернулись до себе, щоб підготуватись до номера. Але одна з них — Хейзл, повернулась в зал, повідомивши, що Естелла вирішила помінятись в останній момент. Коли ж після дзвінка ввімкнули світло над сценою, відвідувачі побачили Естеллу проткнуту нинжалом з реквізиту.
Спочатку поліція припустила, що Хейзл загрожує небезпека, оскільки дівчата помінялись в останню хвилину і в їхній кімнаті було темно, тому вбили не ту дівчину, яку планували. Але коли Едісон пішов з Хейзл додому, щоб охороняти її, він додумався, що в кімнаті дівчат було зовсім не темно, так лише здавалось через скло, яке віддзеркалювало яскраве світло з бару. На підставі цього і детального знання вбивцею облаштування кімнати, він припустив, що вбивцею є саме Хейзл. Але дізнавшись в поліцейській дільниці деякі подробиці, що показували нелогічність цієї версії, він скоротив число підозрюваних.
Залишилось підозрювати тільки власника бару, але він був на виду в той момент, коли в кімнаті дівчат вбивство ще не трапилось. Але, розпитавши Хейзл про відношення між Естеллою та власником, Едісону вдалось вибудувати звинувачення і пояснити вбивство. Яке було скоєне на хвилину раніше, ніж вважалося, і бармен спромігся задзвонити в дзвінок, яким користувались дівчата зі своєї кімнати, щоб повідомити про початок шоу.